# Clavelina cyclus
Clavelina cyclus är en sjöpungsart som beskrevs av Takasi Tokioka och Nishikawa 1975. Clavelina cyclus ingår i släktet Clavelina och familjen klungsjöpungar. Inga underarter finns listade i Catalogue of Life.